# Temporada 1971 de las Grandes Ligas de Béisbol
La Temporada 1971 de las Grandes Ligas de Béisbol comenzó el 9 de abril y finalizó cuando Pittsburgh Pirates derrotó en 7 juegos a Baltimore Orioles en la Serie Mundial.
El Juego de las Estrellas fue disputado el 13 de julio en el Tiger Stadium y fue ganado por la Liga Americana con un marcador de 6-4.
Fue la última temporada para los Senators en Washington D. C., antes de la reubicación del equipo al suburbio de Dallas-Fort Worth en Arlington para la siguiente temporada, como los Texas Rangers, dejando a la capital de la nación sin un equipo de béisbol hasta el 2005.
Esta fue la última temporada de la mayoría de los equipos de MLB usaron uniformes de lana de franela. Los Pirates y Cardinals llevaban uniformes dobles del knit de Nailon y de Rayón a durante 1971, y los Orioles gradualmente eliminaron las franelas, utilizando all-double knit para la serie de campeonato. En 1973, los uniformes de franela desaparecieron por completo de la escena de la MLB.

## Premios y honores
- MVP
  - Vida Blue, Oakland Athletics (AL)
  - Joe Torre, St. Louis Cardinals (NL)
- Premio Cy Young
  - Vida Blue, Oakland Athletics (AL)
  - Ferguson Jenkins, Chicago Cubs (NL)
- Novato del año
  - Chris Chambliss, Cleveland Indians (AL)
  - Earl Williams, Atlanta Braves (NL)

## Temporada Regular
Liga Americana
| División Este       | División Este | División Este | División Este | División Este | División Este | División Este |
| Equipo              | V             | D             | CTE           | JD            | LOCAL         | VISITA        |
| ------------------- | ------------- | ------------- | ------------- | ------------- | ------------- | ------------- |
| Baltimore Orioles   | 101           | 57            | 0.639         | —             | 53–24         | 48–33         |
| Detroit Tigers      | 91            | 71            | 0.562         | 12            | 54–27         | 37–44         |
| Boston Red Sox      | 85            | 77            | 0.525         | 18            | 47–33         | 38–44         |
| New York Yankees    | 82            | 80            | 0.506         | 21            | 44–37         | 38–43         |
| Washington Senators | 63            | 96            | 0.396         | 38½           | 35–46         | 28–50         |
| Cleveland Indians   | 60            | 102           | 0.370         | 43            | 29–52         | 31–50         |

| División Oeste     | División Oeste | División Oeste | División Oeste | División Oeste | División Oeste | División Oeste |
| Equipo             | V              | D              | CTE            | JD             | LOCAL          | VISITA         |
| ------------------ | -------------- | -------------- | -------------- | -------------- | -------------- | -------------- |
| Oakland Athletics  | 101            | 60             | 0.627          | —              | 46–35          | 55–25          |
| Kansas City Royals | 85             | 76             | 0.528          | 16             | 44–37          | 41–39          |
| Chicago White Sox  | 79             | 83             | 0.488          | 22½            | 39–42          | 40–41          |
| California Angels  | 76             | 86             | 0.469          | 25½            | 35–46          | 41–40          |
| Minnesota Twins    | 74             | 86             | 0.463          | 26½            | 37–42          | 37–44          |
| Milwaukee Brewers  | 69             | 92             | 0.429          | 32             | 34–48          | 35–44          |

Liga Nacional  
| División Este         | División Este | División Este | División Este | División Este | División Este | División Este |
| Equipo                | V             | D             | CTE           | JD            | LOCAL         | VISITA        |
| --------------------- | ------------- | ------------- | ------------- | ------------- | ------------- | ------------- |
| Pittsburgh Pirates    | 97            | 65            | 0.599         | —             | 52–28         | 45–37         |
| St. Louis Cardinals   | 90            | 72            | 0.556         | 7             | 45–36         | 45–36         |
| Chicago Cubs          | 83            | 79            | 0.512         | 14            | 44–37         | 39–42         |
| New York Mets         | 83            | 79            | 0.512         | 14            | 44–37         | 39–42         |
| Montreal Expos        | 71            | 90            | 0.441         | 25½           | 36–44         | 35–46         |
| Philadelphia Phillies | 67            | 95            | 0.414         | 30            | 34–47         | 33–48         |

| División Oeste       | División Oeste | División Oeste | División Oeste | División Oeste | División Oeste | División Oeste |
| Equipo               | V              | D              | CTE            | JD             | LOCAL          | VISITA         |
| -------------------- | -------------- | -------------- | -------------- | -------------- | -------------- | -------------- |
| San Francisco Giants | 90             | 72             | 0.556          | —              | 51–30          | 39–42          |
| Los Angeles Dodgers  | 89             | 73             | 0.549          | 1              | 42–39          | 47–34          |
| Atlanta Braves       | 82             | 80             | 0.506          | 8              | 43–39          | 39–41          |
| Cincinnati Reds      | 79             | 83             | 0.488          | 11             | 46–35          | 33–48          |
| Houston Astros       | 79             | 83             | 0.488          | 11             | 39–42          | 40–41          |
| San Diego Padres     | 61             | 100            | 0.379          | 28½            | 33–48          | 28–52          |

## Postemporada
|  | Campeonato de la Liga | Campeonato de la Liga | Campeonato de la Liga |   |    | Serie Mundial     | Serie Mundial | Serie Mundial |
|  |                       |                       |                       |   |    |                   |               |               |
|  | Este                  | Baltimore Orioles     | 3                     |   |    |                   |               |               |
|  | Oeste                 | Oakland Athletics     | 0                     |   |    |                   |               |               |
|  |                       |                       |                       |   | AL | Baltimore Orioles | 3             |               |
|  |                       | NL                    | Pittsburgh Pirates    | 4 |    |                   |               |               |
|  | Este                  | Pittsburgh Pirates    | 3                     |   |    |                   |               |               |
|  | Oeste                 | San Francisco Giants  | 1                     |   |    |                   |               |               |

|                                          |
| Campeón Pittsburgh Pirates Cuarto Título |

## Líderes de la liga

### Liga Americana
Líderes de Bateo 
| Categoría           | Jugador          | Equipo | Marca |
| ------------------- | ---------------- | ------ | ----- |
| Porcentaje de bateo | Tony Oliva       | MIN    | .337  |
| Cuadrangulares      | Bill Melton      | CHW    | 33    |
| Carreras Impulsadas | Harmon Killebrew | MIN    | 119   |
| Carreras Anotadas   | Don Buford       | BAL    | 99    |
| Hits                | César Tovar      | MIN    | 204   |
| Robo de Bases       | Amos Otis        | KCR    | 52    |

Líderes de Pitcheo 
| Categoría         | Jugador       | Equipo | Marca |
| ----------------- | ------------- | ------ | ----- |
| Victorias         | Mickey Lolich | DET    | 25    |
| Derrotas          | Denny McLain  | WSA    | 22    |
| ERA               | Vida Blue     | OAK    | 1.82  |
| Ponches           | Mickey Lolich | DET    | 308   |
| Entradas Lanzadas | Mickey Lolich | DET    | 376   |
| Juegos salvados   | Ken Sanders   | MIL    | 31    |

### Liga Nacional
Líderes de Bateo 
| Categoría           | Jugador         | Equipo | Marca |
| ------------------- | --------------- | ------ | ----- |
| Porcentaje de bateo | Joe Torre       | STL    | .363  |
| Cuadrangulares      | Willie Stargell | PIT    | 48    |
| Carreras Impulsadas | Joe Torre       | STL    | 137   |
| Carreras Anotadas   | Lou Brock       | STL    | 126   |
| Hits                | Joe Torre       | STL    | 230   |
| Robo de Bases       | Lou Brock       | STL    | 64    |

Líderes de Pitcheo 
| Categoría         | Jugador        | Equipo | Marca |
| ----------------- | -------------- | ------ | ----- |
| Victorias         | Fergie Jenkins | CHC    | 24    |
| Derrotas          | Steve Arlin    | SDP    | 19    |
| ERA               | Tom Seaver     | NYM    | 1.76  |
| Ponches           | Tom Seaver     | NYM    | 289   |
| Entradas Lanzadas | Fergie Jenkins | CHC    | 325   |
| Juegos salvados   | Dave Giusti    | PIT    | 30    |